# Oleg Crețul
Oleg Crețul (Chisináu, URSS, 21 de febrero de 1975) es un deportista moldavo-ruso que compitió en judo y judo adaptado.
Ganó una medalla de plata en el Campeonato Europeo de Judo de 1996. En 1997 perdió la vista tras sufrir un accidentes de tráfico y pasó al judo adaptado, donde consiguió tres medallas en los Juegos Paralímpicos de Verano entre los años 2004 y 2024.

## Palmarés internacional
| Representando a Moldavia |                        |                  |           |
| Campeonato Europeo       |                        |                  |           |
| Año                      | Lugar                  | Medalla          | Categoría |
| 1996                     | La Haya (Países Bajos) | Medalla de plata | –78 kg    |

| Representando a Rusia    |                 |                   |           |
| Juegos Paralímpicos      |                 |                   |           |
| Año                      | Lugar           | Medalla           | Categoría |
| 2004                     | París (Francia) | Medalla de plata  | –90 kg    |
| 2008                     | París (Francia) | Medalla de oro    | –90 kg    |
| Representando a Moldavia |                 |                   |           |
| Juegos Paralímpicos      |                 |                   |           |
| Año                      | Lugar           | Medalla           | Categoría |
| 2024                     | París (Francia) | Medalla de bronce | –90 kg J1 |